# لری کیش
لری کیش  (به انگلیسی: Larry Kish؛ ۱۱ دسامبر ۱۹۴۱ – ۲ ژانویهٔ ۲۰۲۵) مربی هاکی روی یخ اهل کانادا بود.

## درگذشت
کیش در ۲ ژانویهٔ ۲۰۲۵، در سن ۸۳ سالگی در نیپلز، فلوریدا، کانادا درگذشت.